# Cercomacra
A Cercomacra a madarak osztályának verébalakúak (Passeriformes) rendjébe és a hangyászmadárfélék (Thamnophilidae) családjába tartozó nem.

## Rendszerezésük
A nemet Philip Lutley Sclater írta le 1858-ban, jelenleg az alábbi 7 vagy 12 faj tartozik ide:
- Cercomacra manu
- Cercomacra brasiliana
- Cercomacra cinerascens
- Cercomacra melanaria
- Cercomacra ferdinandi
- Cercomacra nigrescens vagy Cercomacroides nigrescens[3]
- Cercomacra carbonaria
- füstös hangyászmadár (Cercomacra tyrannina[2] vagy Cercomacroides tyrannina)[1]
- Cercomacra laeta[2] vagy Cercomacroides laeta[1]
- Cercomacra parkeri[2] vagy Cercomacroides parkeri[1]
- Cercomacra serva[2] vagy Cercomacroides serva[1]
- Cercomacra nigricans[2]